# Pemón Bouzas
José Ramón Bouzas Camaño, nacido en Palmeira (Ribeira) en 1957, es un periodista y escritor gallego. 

## Trayectoria audiovisual
Tras estudiar medicina en la Universidad de Santiago, en 1979 comienza a trabajar en la emisora compostelana Radio Galicia Cadena SER. En 1985 pasa a la Cadena COPE. A finales de ese mismo año, y tras la creación de la Televisión de Galicia, se incorpora a la televisión pública gallega donde desenvuelve su labor profesional hasta la actualidad compaginando, entre 1986 y 1992, la dirección y presentación de programas en la Radio Galega con sus actividades televisivas. Durante los primeros años de su carrera dirigió y presentó programas magacines como Entre nós, Coa miña xente con el que consiguió el Tp de Oro; el cultural Espacio aberto y los musicales Venres Show, con el que ganó el premio Tp al mejor musical, y Noite de estrelas, programas todos ellos con los que se hizo popular. También realizó el documental Rapa das bestas de Sabucedo (1988) con Victorino Lourido. Con el programa Encontros, que dirigió y presentó, alcanzó gran impacto de audiencia visitando a los gallegos en la emigración y facilitando el reencuentro con sus familiares en Galicia. Entre 2004 y 2008 se dedicó a la dirección y guionización de documentales como O camiño francés (2004), Historias de Compostela (2004), Jacinto Caamaño, o paso do Noroeste (2006), Encrucilladas (2007), Un mar de velas (2007), Correlingua (2008) o Paixón polo mar (2008), todos ellos en colaboración con el cámara y realizador Victorino Lourido. Durante varios años dirigió y presentó el programa cultural Eirado en el que entrevistó a los personajes más relevantes de la cultura gallega y en el que actuaron en directo músicos gallegos de primer nivel. En el año 2013 volvió a los servicios informativos para dirigir programas como A Revista y A Revista Fin de Semana.
En el mundo del cine, participó como actor, de manera excepcional, en el cortometraje Por una mujer (2006).
Colaboró eventualmente con revistas como Clío, Mercurio, Más allá y Viajes.

## Trayectoria literaria
Como escritor, sus primeras publicaciones fueron en castellano: Mitos, ritos y leyendas de Galicia (2000) en colaboración con Xosé A. Domelo; Santiago ¿Y después de abrazar al Santo qué? (2004); El informe Manila (2005), Las luces del Norte (2008) y 100 cosas que hacer en Galicia al menos una vez en la vida (2010).
En lengua gallega publicó el cuento de navidad A Estrela de Oriente (2010), el libro de viajes Novos pasos por Bretaña (2014) y la novela A Voz do vento (2014), La voz del viento en su versión en castellano, con la que ganó el LX Premio Ateneo ciudad de Valladolid en 2013, bajo el lema "El espíritu del aire", novela ambientada en los dramáticos acontecimientos que rodearon a la mítica figura María Soliño a principios del s. XVI. Cando os lobos escoitaban a radio (2022) está inspirada en los hechos que le acontecieron a la última partida de guerrilleros antifranquistas que operó en territorio gallego y en las comarcas leonesas de La Cabrera y El Bierzo.
Aportó textos a los libros Aid, rapoemas (2012) y Luar na Lubre - Encrucillada XX (2023).
Ha participado en actividades organizadas por diversas universidades, colegios e instituciones.

## Obras en gallego

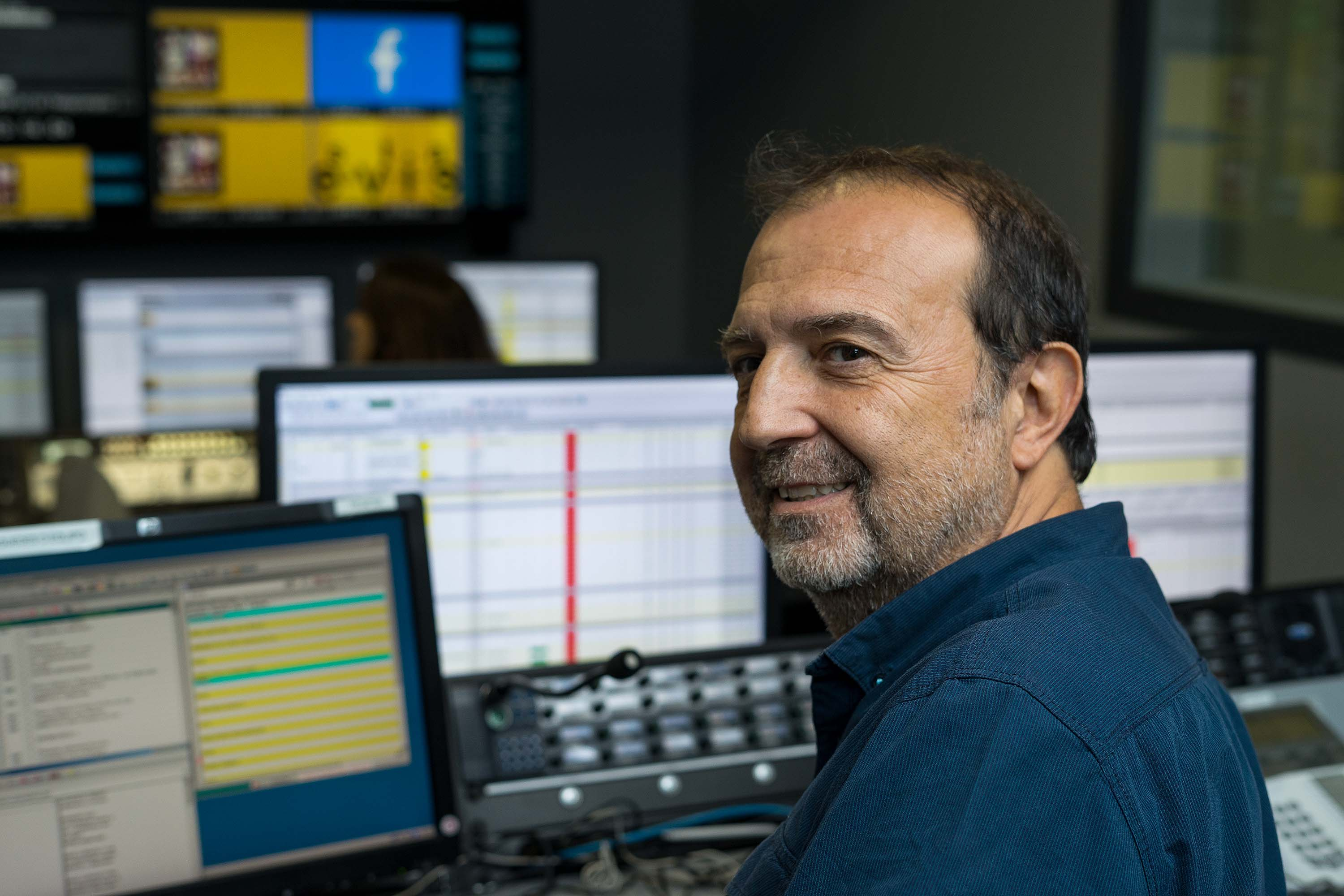
Pemón Bouzas dirigiendo A Revista fin de semana de TVG.

### Novela
- A voz do vento ( 2014 ). Vigo: Xerais. 400 páginas ISBN 978-84-9914-636-2. [3] ePub: ISBN 978-84-9914-663-8 .
- Cando os lobos escoitaban a radio ( 2022 ). Vigo: Xerais. 272 páginas ISBN 978-84-1110-091-5 . [4] ePub: ISBN 978-84-1110-099-1 .

### Literatura infantil y juvenil
- A Estrela de Oriente ( 2012 ). Vigo: Xerais, Camaleón. Ilustraciones de Marcos Calo. [5] 64 páginas ISBN 978-84-9914-432-0 .

### Ensayo
- Novos pasos por Bretaña ( 2014 ). Vigo: Xerais, Viaxes. [6] 128 páginas ISBN 978-84-9914-590-7 .

## Obras en español

### Novela
- El Informe de Manila ( 2005 ). Barcelona: Martínez Roca. Sobre la vida de la navegante, probablemente gallega Isabel de Barreto .
- La aurora boreal ( 2008 ). Estiria.
- La Voz del Viento (2014). Algaida

### Ensayo
- Mitos, ritos y leyendas de Galicia (2000). Barcelona: Martínez Roca. En colaboración con Xosé Antonio Domelo .
- Santiago de Compostela. ¿Y después de abrazar al santo qué? (2004). Barcelona: Martínez Roca. En colaboración con Xosé Antonio Domelo .
- 100 cosas que hacer en Galicia al menos una vez en la vida (2010). Barcelona: Martínez Roca.

## Premios y nominaciones

### Premios Mestre Mateo
| Ano  | Categoría                       | Producción | Resultado |
| ---- | ------------------------------- | ---------- | --------- |
| 2002 | Mejor comunicador de televisión | Encontros  | Nominado  |

- Premio Tp al Mejor Programa Musical Venres Show de TVG (1989)
- Premio Tp de Oro al personaje más popular por Coa miña xente de TVG (1992)
- LX edición de los Premios Ateneos de Valladolid, por La voz del viento . [7]